# Carbonato de glicerol
El carbonato de glicerol o carbonato de glicerina (GC) es un importante derivado del glicerol que se caracteriza por ser un líquido incoloro y estable a temperatura ambiente. Posee baja toxicidad, elevado punto de ebullición, baja inflamabilidad, elevada capacidad de hidratación y buena biodegradabilidad. Sin embargo, como es un material relativamente nuevo en la industria química, los datos disponibles sobre él están limitados.

## Síntesis
Los principales métodos para la preparación de CG se basan en la reacción de glicerol con:
1. Una fuente de carbonato; fosgeno o transesterificación con otros carbonatos.
2. Monóxido de carbono: mediante la carboxilación directa del glicerol con CO2 se convierten dos residuos en un producto de valor añadido, pero se requieren mejoras del catalizador para poder encontrar una aplicación práctica.
3. Urea

Además, el carbonato de glicerol puede ser preparado mediante reacción con dimetil carbonato catalizado por enzimas lipasas.

## Reactividad
Posee un grupo carbonato cíclico con un grupo hydroxilmetil primario que permite que la molécula reaccione con anhídridos para formar enlaces éster o con isocianatos para formar enlaces de uretano. Así, estos materiales se utilizan para la producción de poliuretano, protectores para la madera y sustratos de metal.
Además, el GC es un valioso intermedio para la producción de glicidol que es un precursor para la síntesis de polímeros.

## Aplicaciones
Por sus propiedades, el carbonato de glicerol posee diversos usos en diferentes sectores industriales; especialmente, es usado como disolvente polar con un elevado punto de ebullición así como producto químico intermedio en la síntesis de policarbonatos y otros materiales poliméricos.
Además, es usado como precursor en aplicaciones biomédicas, y como grupo protector en la química de carbohidratos. También ofrece aplicaciones útiles como componente novedoso de las membranas de separación de gases, en la síntesis de poliuretanos y en la producción de surfactantes. 
Otros usos a destacar es su papel como disolvente neotérico; puede decirse que es un potencial biodisolvente de revestimientos, cosméticos y fármacos. Su uso industrial como disolvente verde se encuentra como diluyente no reactivo en sistemas epoxy o de poliuretano. Es también usado como disolvente volátil en la industria de la pintura y como componente de recubrimientos.